# Ciukarka
Ciukarka (în bulgară Чукарка) este un sat în Obștina Aitos, Regiunea Burgas, Bulgaria.

## Demografie
Componența etnică a satului Ciukarka
     Romi (36%)
     Turci (62,52%)
     Nicio identificare (0,65%)
     Altele (1,47%)
La recensământul din 2011, populația satului Ciukarka era de 611 locuitori. Din punct de vedere etnic, majoritatea locuitorilor (62,52%) erau turci, cu o minoritate de romi (36,0%). Pentru 0,65% din locuitori nu este cunoscută apartenența etnică.